# جيف لويس (لاعب كرة قدم أمريكية)
جيف لويس (بالإنجليزية: Jeff Lewis)‏ هو لاعب كرة قدم أمريكية أمريكي، ولد في 17 أبريل 1973 في كولومبوس في الولايات المتحدة، وتوفي في 5 يناير 2013 في فينيكس في الولايات المتحدة.

## وصلات خارجية
- جيف لويس على موقع مرجع كرة القدم المحترفة.كوم (الإنجليزية)